# Morti nel 1983/Luglio
| Questa pagina contiene informazioni ricavate automaticamente dalle voci biografiche con l'ausilio del template Bio e di un bot. L'aggiornamento è periodico e automatico e ricostruisce completamente la pagina. Se manca una persona in questa lista, sei pregato di non aggiungerla, ma accertati piuttosto che la sua voce biografica contenga il template Bio e che i dati anagrafici siano correttamente compilati. Se il template Bio manca, inseriscilo tu stesso o, in alternativa, metti l'avviso {{tmp\|Bio}} che ne segnala la mancanza. Se i dati riportati sono sbagliati, correggi direttamente la voce biografica; le modifiche saranno visibili in questa lista entro pochi giorni. Per chiarimenti vedi il progetto biografie. La lista contiene solo le 109 persone che sono citate nell'enciclopedia e per le quali è stato implementato correttamente il template Bio. Pagina aggiornata al 3 mar 2024. |

- 1º luglio - Richard Buckminster Fuller, inventore, architetto e designer statunitense (n. 1895)
- 1º luglio - Erich Juskowiak, calciatore tedesco (n. 1926)
- 1º luglio - István Molnár, pallanuotista ungherese (n. 1913)
- 1º luglio - Pierre Pascal, storico, slavista e traduttore francese (n. 1890)
- 1º luglio - Rudolf Rupec, calciatore austriaco (n. 1895)
- 1º luglio - André Syrvet, calciatore svizzero
- 2 luglio - László Budai, allenatore di calcio e calciatore ungherese (n. 1928)
- 2 luglio - Hans Mehlhorn, bobbista tedesco (n. 1900)
- 3 luglio - Martha Lorber, attrice statunitense (n. 1900)
- 3 luglio - Leonardo Santini, medico e farmacologo italiano (n. 1904)
- 4 luglio - John Bodkin Adams, criminale e serial killer britannico (n. 1899)
- 4 luglio - Beatrice Van, attrice e sceneggiatrice statunitense (n. 1890)
- 4 luglio - Mario Verde, fisico italiano (n. 1920)
- 5 luglio - Alec Cheyne, calciatore e allenatore di calcio scozzese (n. 1907)
- 5 luglio - Harry James, trombettista statunitense (n. 1916)
- 5 luglio - Hennes Weisweiler, calciatore e allenatore di calcio tedesco (n. 1919)
- 6 luglio - Francesco Recupero, politico italiano (n. 1914)
- 7 luglio - Cinico Angelini, direttore d'orchestra, arrangiatore e violinista italiano (n. 1901)
- 7 luglio - Adalberts Bubenko, marciatore lettone (n. 1910)
- 7 luglio - Marcello De Martino, direttore d'orchestra, compositore e arrangiatore italiano (n. 1932)
- 7 luglio - Fu Sheng, attore hongkonghese (n. 1953)
- 7 luglio - Herman Kahn, fisico statunitense (n. 1922)
- 7 luglio - Fedele Toscani, fotoreporter e fotografo italiano (n. 1909)
- 7 luglio - Enzo Turco, attore e sceneggiatore italiano (n. 1902)
- 8 luglio - Vanni Canepele, tennista e cestista italiano (n. 1916)
- 9 luglio - Bienvenido Granda, cantante cubano (n. 1915)
- 9 luglio - Sven Jacobsson, calciatore svedese (n. 1914)
- 9 luglio - Luigi Silori, scrittore, critico letterario e conduttore televisivo italiano (n. 1921)
- 9 luglio - Tamasese Lealofi IV, politico samoano (n. 1922)
- 10 luglio - Mona von Bismarck, socialite e filantropa statunitense (n. 1897)
- 10 luglio - Ugo Calà, scacchista italiano (n. 1904)
- 10 luglio - Bruna Castagna, mezzosoprano italiano (n. 1905)
- 10 luglio - Werner Egk, compositore tedesco (n. 1901)
- 10 luglio - Wolfgang Lukschy, attore e doppiatore tedesco (n. 1905)
- 11 luglio - Mick Clavan, calciatore olandese (n. 1929)
- 11 luglio - Ross Macdonald, scrittore statunitense (n. 1915)
- 12 luglio - Edwin Denby, poeta e scrittore statunitense (n. 1903)
- 12 luglio - Harry Derckx, hockeista su prato olandese (n. 1918)
- 12 luglio - Raffaello Melani, insegnante e latinista italiano (n. 1897)
- 12 luglio - Giuseppe Mozzanica, scultore italiano (n. 1892)
- 12 luglio - Erich Warsitz, aviatore tedesco (n. 1906)
- 12 luglio - Chris Wood, musicista, flautista e sassofonista britannico (n. 1944)
- 13 luglio - Antonio Amantea, generale e aviatore italiano (n. 1894)
- 13 luglio - Paulo Innocenti, allenatore di calcio e calciatore brasiliano (n. 1902)
- 13 luglio - Giuseppina Pastori, biologa e fisica italiana (n. 1891)
- 13 luglio - Dolores Prato, scrittrice e poetessa italiana (n. 1892)
- 13 luglio - Vitale Robaldo, politico italiano (n. 1936)
- 13 luglio - Gabrielle Roy, scrittrice e insegnante canadese (n. 1909)
- 13 luglio - Pasquale Specchio, politico italiano (n. 1914)
- 14 luglio - Elena Recanati Foa Napolitano, dirigente d'azienda italiana (n. 1922)
- 15 luglio - Gary Bradds, cestista statunitense (n. 1942)
- 15 luglio - Elbert Root, tuffatore statunitense (n. 1915)
- 16 luglio - Michel Micombero, politico e militare burundese (n. 1940)
- 16 luglio - Otto Mørkholm, numismatico danese (n. 1930)
- 16 luglio - Pablo O'Higgins, pittore statunitense (n. 1904)
- 16 luglio - Samson Raphaelson, sceneggiatore e commediografo statunitense (n. 1894)
- 16 luglio - Helmut Schwenn, pallanuotista tedesco (n. 1913)
- 17 luglio - Erik Börjesson, calciatore svedese (n. 1888)
- 17 luglio - Josef Tauchner, sollevatore austriaco (n. 1929)
- 18 luglio - Salo Flohr, scacchista cecoslovacco (n. 1908)
- 19 luglio - Şehzade Ali Vasib, principe ottomano (n. 1903)
- 19 luglio - Alexia Bryn, pattinatrice artistica su ghiaccio norvegese (n. 1889)
- 19 luglio - Erik Ode, attore, regista e doppiatore tedesco (n. 1910)
- 19 luglio - Charun Rattanakun Seriroengrit, generale, politico e funzionario thailandese (n. 1895)
- 20 luglio - E. Preston Ames, scenografo statunitense (n. 1906)
- 20 luglio - Åke Andersson, calciatore svedese (n. 1917)
- 20 luglio - Yang Chongrui, medico cinese (n. 1891)
- 21 luglio - Veronika Bužinskaja, attrice sovietica (n. 1895)
- 21 luglio - Giacinto Goldaniga, calciatore italiano (n. 1927)
- 21 luglio - Norman J. Holter, fisico statunitense (n. 1914)
- 21 luglio - Radovan Richta, filosofo cecoslovacco (n. 1924)
- 21 luglio - Franco Rodano, politico, politologo e filosofo italiano (n. 1920)
- 22 luglio - Rodolfo Llopis, politico spagnolo (n. 1895)
- 22 luglio - Giuseppe Manzone, pittore italiano (n. 1887)
- 22 luglio - Darrell Silvera, scenografo statunitense (n. 1900)
- 23 luglio - Georges Auric, compositore francese (n. 1899)
- 23 luglio - Bob Fitzgerald, cestista statunitense (n. 1923)
- 23 luglio - Eraldo Miscia, scrittore, poeta e critico letterario italiano (n. 1920)
- 23 luglio - Tex Morton, cantante, musicista e attore neozelandese (n. 1916)
- 24 luglio - Nicolaus von Below, aviatore tedesco (n. 1907)
- 25 luglio - Tommaso Annoscia, imprenditore e dirigente sportivo italiano (n. 1904)
- 25 luglio - Georges Ouvray, calciatore francese (n. 1905)
- 25 luglio - Henry Primakoff, fisico russo (n. 1914)
- 26 luglio - Nicolino Cabitza, chitarrista italiano (n. 1904)
- 26 luglio - Roberto Lacedelli, sciatore alpino e saltatore con gli sci italiano (n. 1919)
- 26 luglio - Charlie Rivel, circense spagnolo (n. 1896)
- 26 luglio - Arpad Wigand, generale tedesco (n. 1906)
- 27 luglio - Gladys Mitchell, scrittrice e insegnante britannica (n. 1901)
- 28 luglio - Katharine Bard, attrice statunitense (n. 1916)
- 29 luglio - Salvatore Bartolotta, carabiniere italiano (n. 1935)
- 29 luglio - Luis Buñuel, regista, sceneggiatore e produttore cinematografico spagnolo (n. 1900)
- 29 luglio - Rocco Chinnici, magistrato italiano (n. 1925)
- 29 luglio - Alfredo Costantini, militare italiano (n. 1960)
- 29 luglio - Burrill Bernard Crohn, medico statunitense (n. 1884)
- 29 luglio - Manuel Ferreira, calciatore argentino (n. 1905)
- 29 luglio - Raymond Massey, attore canadese (n. 1896)
- 29 luglio - David Niven, attore e scrittore britannico (n. 1910)
- 29 luglio - Carlo Orlandi, pugile italiano (n. 1910)
- 29 luglio - Luigi Piccinato, architetto, urbanista e politico italiano (n. 1899)
- 29 luglio - Luigi Santomauro, meteorologo e giornalista italiano (n. 1909)
- 29 luglio - Mario Trapassi, carabiniere italiano (n. 1950)
- 30 luglio - Bertus Caldenhove, calciatore olandese (n. 1914)
- 30 luglio - Carmelo Colletti, mafioso italiano (n. 1920)
- 30 luglio - Lynn Fontanne, attrice britannica (n. 1887)
- 30 luglio - Fuzzy Vandivier, cestista statunitense (n. 1903)
- 31 luglio - Stig Nyström, calciatore svedese (n. 1919)
- 31 luglio - Eva Pawlik, pattinatrice artistica su ghiaccio austriaca (n. 1927)
- 31 luglio - Amerigo Petrucci, politico italiano (n. 1922)
- 31 luglio - Max Schwabe, politico statunitense (n. 1905)